# Randolph (Schiff, 1944)
Die Randolph, auch USS Randolph (Kennung: CV-15/CVA-15/CVS-15), war ein Flugzeugträger der Essex-Klasse (Ticonderoga-Gruppe) der United States Navy, der von 1944 bis 1969 in Dienst stand.

## Geschichte
Das Schiff wurde am 10. Mai 1943 bei Newport News Shipbuilding in Virginia in dem Trockendock auf Kiel gelegt, in dem zwei Wochen zuvor die Intrepid vom Stapel gelaufen war. Es hatte seinen Stapellauf am 28. Juni 1944 und wurde am 9. Oktober 1944 als siebter Flugzeugträger der Essex-Klasse in Dienst gestellt. Nach Ausbildungsfahrten in der Karibik nahm sie Kurs durch den Panamakanal auf San Francisco und legte von dort am 20. Januar 1945 ab, um sich der Fast Carrier Task Force beim Ulithi-Atoll anzuschließen. Sie nahm dann im Februar an Angriffen auf Japan teil. Am 11. März wurde sie im Ulithi-Atoll von einem abstürzenden Yokosuka P1Y-Bomber getroffen, was 25 Mann der Besatzung tötete und 106 weitere verletzte. Nach ihrer Reparatur nahm sie im April an der Schlacht um Okinawa teil. Im Mai folgten Angriffe auf die südlichen japanischen Inseln und am 15. Mai wurde die Randolph Flaggschiff der Task Force 58. Ende Mai kehrte sie über Guam zu den Philippinen zurück. Den Rest des Krieges führte sie dann Luftangriffe gegen Japan aus. Nach Kriegsende wurde sie für Magic-Carpet-Einsätze verwendet.
Im beginnenden Kalten Krieg wurde die Randolph überwiegend in europäischen Gewässern eingesetzt. 1955 wurde sie einer Modernisierung unterzogen und unter anderem mit einem abgewinkelten Flugdeck ausgerüstet. Während der Sueskrise operierte sie im Mittelmeer. In den frühen 1960er Jahren war sie an mehreren Bergungseinsätzen des Mercury-Programms beteiligt. Während der Kubakrise operierte sie in der Karibik. Weitere Einsätze fanden in atlantischen Gewässern und erneut im Mittelmeer statt.
Am 13. Februar 1969 wurde das Schiff außer Dienst gestellt und der Reserve zugeordnet. Die endgültige Außerdienststellung erfolgte am 1. Juni 1973. Im Jahr 1975 wurde das Schiff verschrottet.